# NGC 6276
NGC 6276 é uma galáxia lenticular (S0) localizada na direcção da constelação de Hercules. Possui uma declinação de +23° 02' 40" e uma ascensão recta de 17 horas, 00 minutos e 45,0 segundos.
A galáxia NGC 6276 foi descoberta em 10 de Junho de 1864 por Albert Marth.